# Hypophthalmichthys harmandi
Hypophthalmichthys harmandi és una espècie de peix cipriniforme de la família dels ciprínids.

## Morfologia
- Els mascles poden assolir 54,5 cm de longitud total.[1][2]

## Hàbitat
És un peix bentopelàgic i de clima subtropical.

## Distribució geogràfica
Es troba a Àsia: Hainan i el Vietnam.